# Wilmer
Wilmer – miasto w Stanach Zjednoczonych, w stanie Teksas, w hrabstwie Dallas.